# Kanzler (Schiff, 1891)
Der Reichspostdampfer Kanzler war das erste von 20 Schiffen, welche die Deutsche Ost-Afrika-Linie (DOAL) zwischen 1890 und 1914 für den Dienst im Rahmen des im Mai 1890 mit dem Deutschen Reich geschlossenen Vertrages über die Einrichtung und den Betrieb einer regelmäßigen deutschen Postdampferverbindung mit Ostafrika bauen ließ.

## Vorgeschichte
Die DOAL wurde für den Erwerb der Reichspostdampfer-Subvention erst gegründet, besaß deshalb bei Abschluss des Vertrages am 9. Mai 1890 keine Schiffe. Da die DOAL die Terminvorstellungen des Reiches hinsichtlich der Eröffnung des Dienstes akzeptieren musste, kaufte sie sofort zwei Dampfer der Woermann-Linie, die als Reichstag (2202 BRT, 1889 Blohm & Voss) und als Bundesrath (2192 BRT, 1890 Blohm & Voss) in Dienst genommen wurden, und den Anforderungen des Reichspostdampfervertrages genügten.
Am 23. Juli 1890 begann die Reichstag (ex Eduard Bohlen I) die erste vertraglich vorgeschriebene Versuchsfahrt, auf der sie am 24. August Lamu und am 27. August Sansibar erreichte, die beide damals noch zum deutschen Einflussgebiet in Ostafrika gehörten. Beide Schiffe führten vor der vereinbarten 1. Regelfahrt der Reichspostdampferlinie am 4. März 1891 je zwei Rundreisen durch.
Für den Regeldienst hatte die DOAL zwei Dampfer für die Hauptlinie bei Blohm & Voss und der Reiherstiegwerft in Auftrag gegeben. Dazu sollten noch zwei Küstendampfer von Blohm & Voss für die ebenfalls vereinbarten Küstenlinien kommen.

## Einsatz
Die Kanzler wurde am 24. März 1891 von Blohm & Voss abgeliefert, wie noch neun weitere Reichspostdampferneubauten der DOAL und drei Dampfer für die Küstenlinien. Die Kanzler konnte schon die zweite Regelfahrt nach Ostafrika am 1. April übernehmen. Neben ihr kamen die beiden Woermann-Ankäufe und das Schwesterschiff Kaiser ab dem 27. Mai 1891 zum Einsatz.
Der Kanzler war nur eine sehr kurze Einsatzzeit beschieden. Schon auf ihrer zweiten Ausreise strandete sie am 5. September 1891 an den Pinda-Bänken vor der Rovuma-Mündung zwischen Lindi und Mocambique. Der Küstendampfer Emin der DOAL konnte Passagiere, Post und Besatzung abbergen, das Schiff aber war verloren.
Als Ersatz kaufte die DOAL den relativ neuen Dampfer Tosari (2589 BRT, 1890 Swan Hunter) der Deutschen Dampfschiffs-Rhederei (Kingsin-Linie) an und brachte ihn am 11. November 1891 als Admiral in Fahrt. Als im Ausland gebautes Schiff genügte die Admiral jedoch nicht den Bestimmungen des Reichspostdampfervertrages.
Ein Ersatzbau für die gestrandete Kanzler wurde bei Blohm & Voss bestellt, kam am 18. Dezember 1892 ebenfalls unter dem Namen Kanzler in Dienst und blieb bis 1913 in Dienst.

## Einsatz der anderen frühen Postdampfer der DOAL
Das bei der Reiherstiegwerft gebaute Schwesterschiff Kaiser blieb bis 1902 auf der Hauptlinie im Einsatz und wurde 1902 auf die sogenannte Zwischenlinie versetzt. Nach der Einführung des „Rund-um-Afrika-Dienstes“ wurde dieser Verkehr vor allem für Fracht auf der alten Linie durch das Mittelmeer eingeführt, um die bisherige Abfahrtsdichte zu erhalten. 1905 wurde die Kaiser dann auf die Linie Südafrika–Bombay der DOAL versetzt und 1912 nach Argentinien verkauft.
Die angekauften Reichstag und Bundesrath wurden zur selben Zeit von der Hauptlinie abgezogen und dann nach Bombay eingesetzt; sie wurden 1910 bzw. 1909 verkauft.
Auch die zweite Kanzler kam 1903 auf die Zwischenlinie, 1907 in den Bombay-Dienst und wurde 1913 nach Indien verkauft und ging auch durch Strandung am 14. August 1914 auf einer Fahrt von Karatschi nach Mauritius auf dem Malcolm-Riff in den Malediven verloren.

### Die ersten Küstendampfer
Am 15. September brachte die DOAL den 618 BRT großen, in Belfast gebauten Dampfer Wissmann in Fahrt, der 1898 wieder verkauft wurde.
Von den beiden bei Blohm & Voss gebauten, 595 BRT großen Küstendampfern kam die Peters zuerst in Dienst und bestritt den ersten Küstendienst am 14. April 1891 mit einer Fahrt von Daressalam nach Bagamayo.
Die Emin kam im Mai 1891 in Dienst. Der kleine Dampfer, der alle Menschen vom havarierten Postdampfer Kanzler abgeborgen hatte, verließ am 29. Dezember 1893 Durban nach Laurenco Marquez und verschwand mit 31 Mann an Bord spurlos.
Die Küstendampfer waren nach Männern benannt, die für die Entwicklung Deutsch-Ostafrikas wichtig waren.